# Miguel Ángel Félix Gallardo
Pour les articles homonymes, voir Gallardo.
Miguel Angel Félix Gallardo né le 8 janvier 1946 dans l'État de Sinaloa au Mexique est un trafiquant de stupéfiants mexicain, ex-chef du cartel de Guadalajara. Surnommé El Padrino (« Le Parrain »), il a été condamné à 37 ans de prison à la fin des années 1980 pour diverses charges, dont l'assassinat de l'agent de la DEA Kiki Camarena en 1985.

## Jeunesse
Né dans un ranch à Bellavista dans les environs de Culiacán, la capitale du Sinaloa, Félix Gallardo vit son enfance dans une famille d'exploitants agricoles. Son père Ramón Félix et sa mère, Justina Gallardo Gastelum ont eu neuf enfants . Jouissant d'une bonne éducation, il décroche un diplôme dans les cours préparatoires de l'Université de Culiacán, puis entame des études de commerce.
Avant de rejoindre la Police Fédérale Judiciaire dans le Sinaloa en 1966, il est gérant d'un petit commerce de pneus à Bellavista. Il travaille également comme garde du corps pour le gouverneur Leopoldo Sánchez Celis (1963-1968), son parrain de noces qui devient son protecteur ,,. Les liens politiques du gouverneur permettront à Félix Gallardo de construire et fiabiliser son organisation. Il est également le parrain de l'un des fils de Celis, Rodolfo.

## Carrière criminelle

### Début
Le mandat du gouverneur Celis se déroule de 1963 à 1968 et à son terme, Gallardo se retrouve sans emploi en même temps qu'un autre garde du corps, Pedro Avilés Pérez. Avilés introduit son collègue dans le monde des trafiquants de drogue et bientôt Gallardo fait la connaissance d'un trafiquant d'opiacés, Eduardo Fernández.
Au sein de cette organisation, il recrute des membres pour étendre les activités et envoyer des cargaisons d'héroïne et de marijuana aux États-Unis. Gallardo établit des liens avec le nouveau gouverneur du Sinaloa, Alfredo Valdés Montoya (es) (mandat de 1969 à 1974). Ces appuis politiques lui permettront d'échapper aux diverses procédures lancées contre lui. La première en 1971 pour trafic de drogue est classée sans suite. Malgré 14 mandats d'arrêts délivrés durant sa carrière criminelle, Gallardo ne sera jamais vraiment inquiété jusqu'à la seconde moitié des années 1980 et l'affaire Camarena.
Les activités de Gallardo oscillent entre les états du Sinaloa et de Jalisco, mais son influence s'étend notamment grâce à des contacts avec les Colombiens noués dès 1975 et une série d'évènements qui lui permettront de reprendre des parts du marché.

### Liens avec la Colombie
Grâce à Juan Ramón Matta Ballesteros, chimiste hondurien associé au trafic de cocaïne depuis Medellín vers Miami, Gallardo s'introduit progressivement dans ce marché en plein boom. Mais la DEA s'intéresse de près à ces nouveaux narcotrafiquants et dès la fin de 1975, le nom de Gallardo apparaît sur les rapports de l'agence, même s'il n'est encore qu'un rouage intermédiaire. En parallèle, Gallardo utilise ses qualités d'entrepreneur pour fonder une société immobilière, Immobiliaria Delia, et acquérir une série d'entreprises à Culiacán et Guadalajara qui lui serviront de façades pour le blanchiment d'argent. Il s'associe également avec des institutions bancaires comme la Banco Mexico Somex dont il est actionnaire et conseiller régional,. Celle-ci est alors dirigée par Mario Ramón Beteta (PRI), qui a été ministre du Budget, directeur de l'entreprise d'État pétrolière Pemex et gouverneur de l'État de Mexico. Félix Gallardo est aussi lié à Arcadio Valenzuela, président de l'Association des banquiers du Mexique de 1980 à 1982, et actionnaire de la banque Banpacífico de Guadalajara, contrôlée par Valenzuela.
Un parrain, Alberto Sicilia Falcón, tombe dans les radars de la DEA et connaît des déboires judiciaires dès 1975. Falcón, qui a des liens avec la Colombie et écoule la marchandise vers les États-Unis, est définitivement mis hors-circuit lors de l'opération "CENTAC 12" durant l'été 1976. Gallardo se rend vite compte que la culture et le transport de marijuana ne sont pas pratiques et que la cocaïne a un potentiel commercial nettement supérieur. De plus, les expéditions policières contre les récoltes dans le nord du Mexique avec l'opération Trizo, puis Condor, mettent en péril l'approvisionnement. L'appui de Matta Ballesteros permet à Gallardo de faire une première commande de cocaïne auprès des Colombiens en 1977. Cette cargaison d'environ 300 kilos, destinée au marché de la Californie et de l'Arizona, transitera pour moitié par Tijuana où une saisie record pour l'époque de 141 kilos sera effectuée par la DEA. L'agence américaine ne fera le lien entre cette saisie et Gallardo qu'en 1979.
L'implication de Gallardo dans les nouvelles routes apparaît toutefois de plus en plus visible même s'il ne reste qu'un intermédiaire dans la nébuleuse des narco-trafiquants. Pour s'assurer une meilleure protection à la suite de l'opération de la DEA, il déménage de Culiacán à Guadalajara. A la fin de 1977 à Altata, Gallardo invite en grande pompe l'un des membres du cartel de Medellin, José Gonzalo Rodríguez Gacha. Les Colombiens sont satisfaits des propositions de Gallardo et apprécient sa discrétion et son expérience. De plus, Gallardo a déjà en place des filières pour la partie ouest des États-Unis alors que les cartels colombiens n'avaient accès au travers de Falcón qu'à la Floride et la côte est dont New York. Les deux parties conviennent de livraisons d'environ 2 tonnes par mois transitant par le Mexique vers les États-Unis avec des commissions allant jusqu'à 30%, la distribution finale en terrain américain revenant aux Colombiens.
Les autorités continuent à mettre la pression au travers de l'opération Condor et le 15 septembre 1978, Avilés est tué dans une fusillade avec la police à Culiacán. Gallardo profite de cette disparition pour s'associer avec Rafael Caro Quintero et Ernesto Fonseca Carrillo, un employé d'Avilés surnommé Don Neto.
Les trois associés reprennent en main tous les axes laissés par la dissolution du réseau de Falcón et Avilés. Cette étape essentielle assure les fondations de l'organisation qui va devenir le puissant cartel de Guadalajara.

### Fondation du cartel de Guadalajara
Avec la relocalisation des trafiquants à Guadalajara, le Sinaloa étant devenu moins propice au développement serein de ses activités, la fin de l'année 1978 marque le début du cartel de Guadalajara. Vu l'importance de la voie mexicaine pour l'acheminement des cargaisons de Colombie et face à la menace accrue de la DEA no et des autorités mexicaines, Gallardo réalise qu'un tel trafic ne peut durer si des ententes entre les différentes organisations du Mexique ne sont pas établies. Avec Caro et Fonseca, il met d'accord les différents chefs et les associe dans une organisation informelle qui ne porte pas encore le nom de cartel de Guadalajara, même si les principaux intervenants sont déjà présents. Les familles déjà en place gardent le contrôle de leurs territoires avec des rétributions en fonction des marchandises transitant par leur zone. A la tête d'une fortune déjà conséquente de par son statut d'homme d'affaires, possédant des appuis politiques vitaux et des contacts privilégiés avec la Colombie, Gallardo endosse naturellement le rôle de chef de cette nouvelle entité.
En plus de Fonseca et Caro, le cartel compte des membres de première importance : 
- Juan José Esparragoza Moreno (El Azul), un ancien membre de la Dirección Federal de Seguridad,
- Pablo Acosta Villarreal (El Zorro de Ojinaga) qui gère les territoires proches de la frontière texane,
- Amado Carrillo Fuentes (El Señor de Los Cielos) envoyé à Ojinaga pour contrôler le transport de cocaïne,
- Héctor Luis Palma Salazar (El Güero Palma) chargé du Sinaloa,
- Joaquín Guzmán (El Chapo), collaborateur de Palma,
- les frères Arellano qui tiennent Tijuana.

Ayant la mainmise sur les territoires jouxtant la moitié ouest de la frontière entre le Mexique et les États-Unis, le cartel de Guadalajara assure ainsi l'écoulement de la cocaïne fournie par le cartel de Medellin de Pablo Escobar. Le cartel du Golfe de Juan García Ábrego, l'autre principale organisation de narcotrafiquants du Mexique, s'est quant à elle associée avec les concurrents d'Escobar, le cartel de Cali. Le cartel de Guadalajara ne délaisse toutefois pas totalement les autres substances puisque Caro continue à gérer d'immenses champs de marijuana.
Toutefois la DEA surveille de plus en plus les agissements de Gallardo dans le cadre de la lutte contre la drogue lancée par le président Ronald Reagan. Une poignée d'agents de la DEA dont Enrique Camarena est envoyée au consulat des États-Unis à Guadalajara au début de 1982. Leur mission consiste d'abord à collecter le plus d'informations sur le réseau de Gallardo qui est une figure publique du Jalisco avec des ramifications dans de nombreux secteurs. Puis la DEA, avec la participation des autorités locales, tente de saper l'économie du cartel en s'attaquant aux champs de marijuana de Caro au nord du Mexique : celui de Fresnillo au printemps 1984, puis à Búfalo le 9 novembre 1984 où le plus grand champ de marijuana jamais cultivé est détruit par les autorités mexicaines dans le cadre de l'opération Pacifico. Une véritable armada composée de 500 hommes et 15 hélicoptères met un terme à cette exploitation employant 11 000 paysans et produisant une valeur marchande de près de 8 milliards de dollars US .

### L'affaire Camarena
Caro, excédé par les coups de la DEA, veut obtenir des informations sur l'avancée des investigations. L'agent Enrique Camarena est enlevé par des hommes du cartel le 7 février 1985, interrogé et torturé pendant près de 30 heures avant d'être assassiné. Le rôle exact de Gallardo et la nature des ordres qu'il a donnés dans le cadre de cette disparition demeurent incertains. Il aurait participé à des réunions où le problème de la DEA a été évoqué, dont une fin janvier 1985 où le nom de Camarena aurait été mentionné. Il est donc vraisemblable que Gallardo ait été au moins au courant des projets funestes de son associé.
La découverte du corps de Camarena en mars 1985 provoque l'indignation aux États-Unis et la DEA, extrêmement remontée, ne lâchera plus le cartel de Guadalajara. Elle lance l'opération Leyenda destinée à venger son agent et mettre un terme aux agissements de Gallardo et ses sbires. La panique s'empare des membres du clan de Guadalajara : Fonseca et Caro prennent la fuite, mais sont arrêtés quelques semaines après. Gallardo reste intouchable, fort de ses appuis politiques dans les hautes sphères de l'administration mexicaine. Il perd dans la bataille un allié crucial, la DFS, qui lui servait de service de renseignements et qui est dissoute en novembre 1985.

### Chute
Fortement affaibli par les efforts conjoints des autorités mexicaines et de la DEA, le cartel géré par Gallardo s'effrite progressivement entre luttes internes, arrestations et pertes de soutiens politiques. De plus en plus discret, il se réfugie dans sa contrée natale du Sinaloa à Mazatlán avant de revenir à Guadalajara au début de 1987. Espérant continuer à bénéficier de la clémence de ses amis du gouvernement, il hésite à se rendre, puis se ravise sur les conseils de son avocat. Mais l'empire de Gallardo se réduit de jour en jour et les autorités lui tendent un piège. Le secret de l'opération nommée Taurus, planifiée pendant trois mois, est gardé entre la DEA et un petit groupe d'officiels mexicains.
Le samedi 8 avril 1989, Guillermo González Calderoni, commandant de police dans le Jalisco, qu'il connaît depuis longtemps, doit rencontrer Gallardo dans un restaurant de Guadalajara. Celui-ci, ne se doutant pas de sa chute imminente, se prépare pour ce rendez-vous au domicile de l'un de ses amis au 2718 Cosmos dans le quartier Jardines del Bosque. Son épouse et deux de ses fils sont présents. Soudain, des agents de la police judiciaire fédérale arrêtent Gallardo qui n'oppose aucune résistance. Calderoni arrive peu après, devant le parrain médusé par cette trahison. Une quarantaine de grammes de cocaïne, une grande quantité d'armes et de grenades ainsi que du matériel de communication sophistiqué sont découverts lors de la perquisition. Âgé de 43 ans, Gallardo est malade : stressé par la longue traque, il souffre d'ulcères, a abusé de la cocaïne et reçoit des perfusions de glucose. Il tente une dernière fois de soudoyer l'équipe chargée de son arrestation et malgré une offre de cinq millions de dollars US, Calderoni refuse.
Gallardo est conduit à un poste de la police judiciaire où il lui est indiqué que l'ordre d'arrestation a été donné par le président en personne, Carlos Salinas de Gortari. Pour éviter toute évasion, le procureur Javier Coello Trejo organise le transfert immédiat du parrain par avion vers Mexico, où il est incarcéré dans la prison de haute sécurité Reclusorio Sur. Les autorités fédérales l'interrogent pendant plusieurs jours.
L'arrestation de Gallardo n'est pas sans conséquence pour les membres corrompus des différentes polices. Un vaste coup de filet a lieu en même temps dans le Sinaloa et d'autres provinces pour arrêter des officiels affiliés au cartel. L'armée cerne simultanément la prison de Culiacán et ses 1500 prisonniers pour éviter toute mutinerie et investit les locaux de la police pour empêcher une rébellion.

### Après son arrestation
L'arrestation de Félix Gallardo provoque une guerre interne, les frères Arellano Félix prenant alors le contrôle de Tijuana. Les tensions avaient commencé auparavant : en 1988, Félix Gallardo aurait ordonné l'assassinat de l'épouse et des deux fils du parrain Héctor Luis El Güero Palma en 1989, ce qui conduisit à leur rupture: Palma, aujourd'hui incarcéré, devient membre du cartel de Sinaloa. Dans sa lettre de 2009, Félix Gallardo nie toutefois avoir ordonné cet assassinat .
Il y nie également être l'oncle de Sandra Ávila Beltrán, une autre mafieuse incarcérée, ainsi qu'avoir des liens familiaux avec les frères Arellano Félix, dirigeants du cartel de Tijuana. Vraies ou non, ces allégations sont souvent rapportées par la presse, Time le présentant par exemple comme l'oncle des frères Arellano Félix.
Derrière les barreaux, Félix Gallardo continue à gérer les opérations par téléphone portable, au moins jusqu'à son transfert dans la prison de haute sécurité de l'Altiplano. Son organisation se serait alors scindée en deux factions, qui auraient mené au cartel de Sinaloa d'un côté, et au cartel de Tijuana et de Sonora de l'autre. En 2003, après 15 ans de litiges, Gallardo se voit dans l'obligation de restituer des biens saisis. Dans cet inventaire figure près de 200 éléments disseminés dans les provinces du Jalisco et de Veracruz : terrains, lots, bâtiments, maisons et véhicules.
Selon une lettre de 2009, écrite dans la prison fédérale de haute sécurité d'Altiplano (en), il est arrivé à Guadalajara avec sa famille en avril 1987. Il y indique que González Calderoni, qui a été par la suite accusé de corruption, avait entretenu auparavant des contacts avec lui, et l'aurait, dit-il, « trahi ». Félix Gallardo nie avoir ordonné l'assassinat d'Enrique Camarena, prétendant s'être fait extorquer des aveux sous la torture. Lui et deux de ses adjoints, Ernesto Fonseca Carrillo et Rafael Caro Quintero, ont été condamnés pour ce meurtre.

## Liens avec la CIA
Avec l'approbation du président Ronald Reagan en novembre 1981, la CIA a mené des opérations en 'Amérique centrale afin d'apporter son soutien aux Contras et à la lutte contre les Sandinistes du Nicaragua. Ce mouvement a été en partie financé par le trafic de drogue provenant de Colombie. D'après Werner Lotz, le pilote de Félix Gallardo, celui-ci était un fervent supporter des Contras. Lotz indique à la DEA que le chef du cartel a donné à une occasion 150 000 $ US aux Contras.
Lors des différents procédures judiciaires, un faisceau d'indices s'est révélée aller dans le sens d'une connaissance des activités de Gallardo par la CIA, mais celle-ci aurait fermé les yeux en contrepartie des dons de Gallardo à destination du Nicaragua. La CIA avait également tissé des liens avec des agents de la DFS à la solde de Gallardo. Lors du procès pour le meurtre de Camarena, un témoin a indiqué que la contribution de Gallardo à la lutte armée des Contras  entre 1983 et 1984 a permis au mouvement de se renforcer. Il a aussi rapporté l'existence d'un camp d'entraînement géré par la CIA dans le Veracruz sur une exploitation appartenant à Caro Quintero.
Ces différents éléments laissent planer à ce jour un doute quant à la réelle implication de la CIA dans l'organisation de Gallardo et le fait de savoir si l'agence américaine a été au courant des menaces envers la DEA.

## Vie personnelle
Gallardo est décrit par le procureur Coello Trujo comme un « personnage très intelligent, étrange, mais direct ». Marié à Maria Elvira Murillo, il aurait eu 17 enfants. Il existe très peu d'informations sur sa première épouse qui serait décédée et ses diverses maîtresses. Sur un mandat d'arrêt à son encontre, il est indiqué qu'il mesure 187 cm, pèse 72 kilos et qu'il a les yeux bruns.

## Culture populaire
En 2018, la plateforme de vidéo à la demande Netflix lance la série Narcos : Mexico. Sa première saison est consacrée notamment au développement du cartel de Guadalajara et de la montée de puissance de Félix Gallardo. La deuxième aborde la période de l'opération Leyenda et la chute de l'empire fondé par Gallardo. Son personnage est incarné par l'acteur Diego Luna. La série suit dans les grandes lignes la création du cartel, mais plusieurs évènements et personnages ont été modifiés pour les besoins de l'intrigue.